# イソップ (ベラスケスの絵画)
『イソップ』（西: Esopo、英: Aesop）は、スペインのバロック絵画の巨匠ディエゴ・ベラスケスが1639-1640年にキャンバス上に油彩で制作した絵画である。現在、マドリードのプラド美術館に所蔵されている。ほぼ同じ大きさの『メニッポス』 (プラド美術館) 同様に狩猟休憩塔（トッレ・デ・ラ・パラーダ）のために描かれた作品で、古代ギリシアの哲学者であるイソップを表している。狩猟休憩塔には、フランドルの画家たちが手がけた動物の寓話にもとづく作品が多数飾られていたことから、ベラスケスは動物の寓話作者イソップを描いたと想像できる。

## 背景

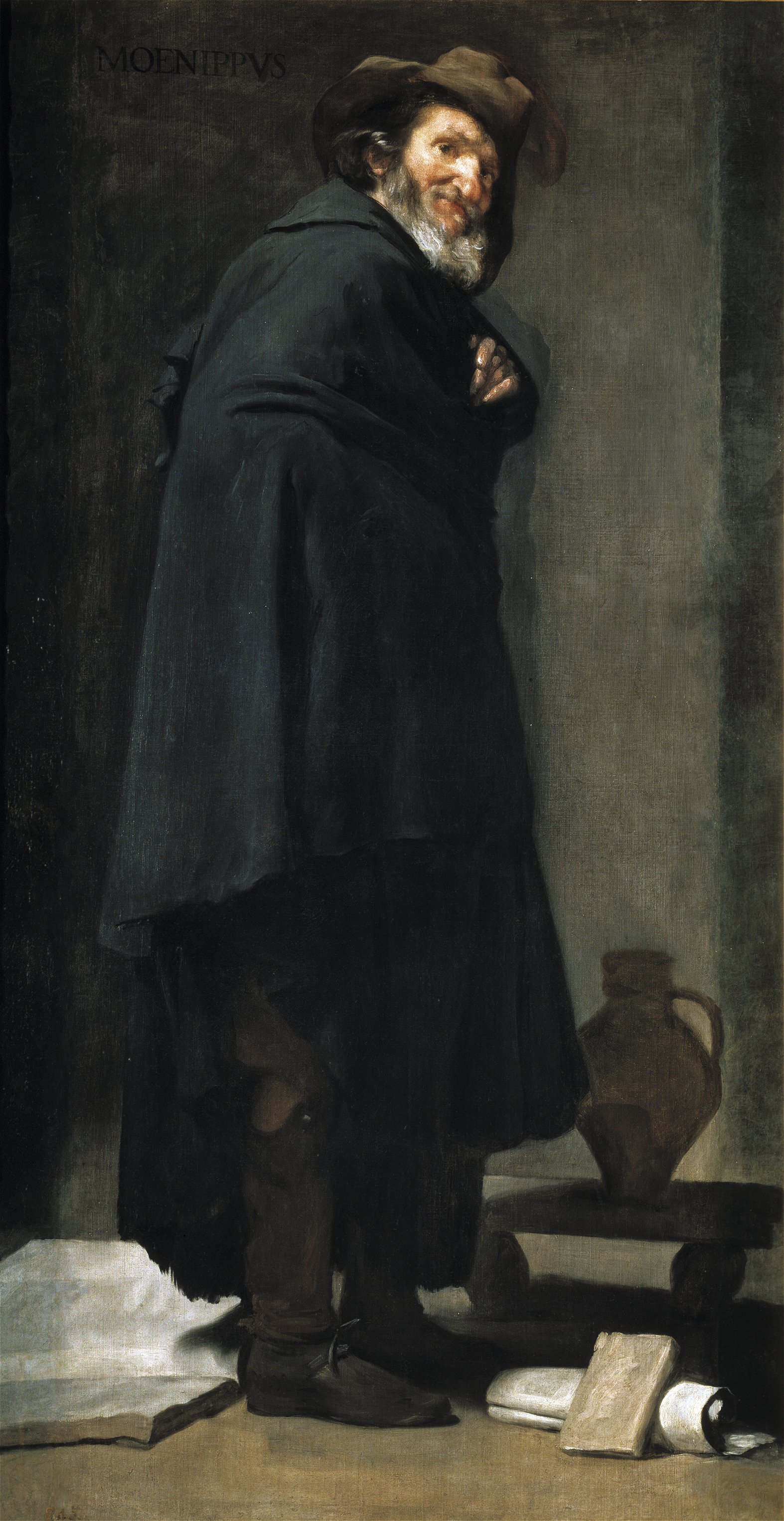
ディエゴ・ベラスケス『メニッポス』 (1639-1640年ごろ) 、プラド美術館

ベラスケスが『イソップ』を描く以前に、ピーテル・パウル・ルーベンスと彼の工房は、狩猟休憩塔のために古代ギリシアの哲学者である『デモクリトス』と『ヘラクレイトス』 (ともにプラド美術館) を納めていた。ルーベンスは、ベラスケスが最も深く尊敬していた同時代の画家であり、「ロールモデル」であった。ベラスケスは、本作『イソップ』と対作品『メニッポス』を描く際にルーベンスの2作品との対比を念頭に置いていたと考えられる。ベラスケスの2作品はルーベンスの2作品とは別の部屋に飾られたが、キャンバスの高さはほぼ180センチで同じである。また、ルーベンスもベラスケスも、2人の人物を「涙」と「笑い」を表す対照的な人物として描いている。
ルーベンス作品のヘラクレイトス (「涙」を表す) とデモクリトス (「笑い」を表す) は、古代彫刻にもとづいた古代の偉人としての風貌を与えられ、屋外に裸足で、典型的な古代風の長衣を着て座っている。また、彼らはルーベンスならではの逞しく、筋肉質の体型をしており、表情は確立された図像にもとづく。しかし、ベラスケスは、ルーベンスとは対照的にメニッポス (「涙」に相当する「自身の欠如」を表す) とイソップ (「笑い」に相当する「開放性」を表す) に民衆的で理想化の施されていないリアルな風貌を与えている。彼らはまた、室内に靴を履いて立っている。

## 作品
イソップは乞食ともいえるようなみすぼらしい姿で描写されているが、これは彼が奴隷の出自であったことを示すものであろう。本作は、市井の乞食をモデルとしたホセ・デ・リベラの手法を踏襲したものでもある。また、この作品は、身分の高くない人物を描いたという点で、スペインの宮廷に仕えた道化師たちの肖像画と共通しており、駆使された画法も酷似している。滑稽ともいえる姿に威厳を持たせる作風でも、道化や小人たちの肖像と同様である。画面上部右側の「イソップ」という記名さえなければ、本作は道化を迫真的に描いたとさえみなすことができ、事実、彼らの1人をモデルに使ったと推定される。イソップ自身、アポロン的な高度の知性ではなく、単純な人間生活 (例えば狩猟) の擁護者であった。
イソップは本 (おそらく彼の寓話) を持ち、彼の人生を示唆する様々な事物に取り囲まれている。画面下部左側の水の入った桶は、奴隷だった彼が雇用主の哲学者クサントゥス (Xanthus) に与えた独創的な答えに言及するもので、その結果、彼は自由の身となった。右側にある荷物はおそらくイソップの突然の死を示唆する。彼が評判の高かった都市デルフォス (Delphos) を批判した時、都市の住民は彼の荷物に杯を隠した。その後、彼を窃盗の咎で責め、彼を崖から突き落としたのである。
本作に見られる幅の広い、流れるような筆致で厚塗りするという大胆な技法は、エドゥアール・マネの様式を先取りしている。褐色系の色彩が全体の色調を支配し、そのために主題の持つ率直さや素朴さが強調されている。